# Jelle van der Heyden
Jelle van der Heyden (Arnhem, 31 augustus 1995) is een Nederlands betaald voetballer die bij voorkeur als middenvelder speelt.

## Clubcarrière
Van der Heyden is afkomstig uit Arnhem. Hij speelde in de jeugd bij Koninklijke UD en Go Ahead Eagles, dat hij in 2008 verruilde voor FC Twente. Op 8 augustus 2014 debuteerde hij voor Jong FC Twente, tijdens een wedstrijd in de Eerste divisie tegen VVV-Venlo. Hij mocht in de basiself starten op de eerste speeldag van het seizoen.
In datzelfde jaar maakte hij tevens zijn debuut voor FC Twente in de Eredivisie. Op 4 april 2015 viel hij in een met 5-0 verloren thuiswedstrijd tegen PSV in voor Youness Mokhtar. In juni 2015 tekende Van der Heyden een contract tot medio 2016, met een optie voor nog een seizoen. Dit werd in 2017 verlengd tot 2020. Vanaf seizoen 2015/16 maakt Van der Heyden deel uit van de eerste selectie van FC Twente.
Op 2 september 2019 werd bekend dat van der Heyden een contract heeft getekend bij Vendsyssel FF uit Denemarken.

## Interlands
Van der Heyden kwam in 2015 drie keer uit voor het Nederlands voetbalelftal onder 21.

## Statistieken
| Seizoen         | Club            | Competitie      | Competitie | Competitie | Beker | Beker | Europees | Europees | Overig | Overig | Totaal | Totaal |
| Seizoen         | Club            | Competitie      | Wed.       | Dlp.       | Wed.  | Dlp.  | Wed.     | Dlp.     | Wed.   | Dlp.   | Wed.   | Dlp.   |
| --------------- | --------------- | --------------- | ---------- | ---------- | ----- | ----- | -------- | -------- | ------ | ------ | ------ | ------ |
| 2014/15         | FC Twente       | Eredivisie      | 1          | 0          | 0     | 0     | 0        | 0        | —      | —      | 1      | 0      |
| 2014/15         | Jong FC Twente  | Eerste divisie  | 31         | 0          | —     | —     | —        | —        | —      | —      | 31     | 0      |
| 2015/16         | FC Twente       | Eredivisie      | 11         | 0          | 1     | 0     | —        | —        | —      | —      | 12     | 0      |
| 2016/17         | FC Twente       | Eredivisie      | 10         | 0          | 1     | 0     | 0        | 0        | —      | —      | 11     | 0      |
| 2016/17         | Jong FC Twente  | Tweede divisie  | 8          | 0          | —     | —     | —        | —        | —      | —      | 8      | 0      |
| 2017/18         | FC Twente       | Eredivisie      | 12         | 0          | 1     | 0     | 0        | 0        | —      | —      | 13     | 0      |
| 2017/18         | Jong FC Twente  | Derde divisie   | 5          | 0          | —     | —     | —        | —        | —      | —      | 5      | 0      |
| 2018/19         | FC Twente       | Eerste divisie  | 19         | 1          | 2     | 0     | —        | —        | —      | —      | 21     | 1      |
| 2019/20         | Vendsyssel FF   | 1. division     | 19         | 0          | 2     | 0     | —        | —        | —      | —      | 21     | 0      |
| 2020/21         | Vendsyssel FF   | 1. division     | 28         | 0          | 2     | 0     | 0        | 0        | 0      | 0      | 30     | 0      |
| Carrière totaal | Carrière totaal | Carrière totaal | 144        | 1          | 9     | 0     | 0        | 0        | 0      | 0      | 153    | 1      |

Bijgewerkt op 23 juli 2021.

## Erelijst
| Eerste divisie | 1 | 2018/19 |